# Championnats d'Afrique de lutte 1981
Navigation
Édition précédente Édition suivante
Les championnats d'Afrique de lutte 1981 se déroulent du 5 au 13 juin 1981 à Nabeul, en Tunisie. Seules des épreuves masculines de lutte libre et de lutte gréco-romaine sont disputées.

## Podiums

### Lutte libre
| Catégories | Or                       | Argent                    | Bronze                         |
| ---------- | ------------------------ | ------------------------- | ------------------------------ |
| 48 kg      | Amos Ojo (NGA)           | Noureddine Bouchoua (ALG) | Abou El Oufa (MAR)             |
| 52 kg      | Mansour Douissi (TUN)    | Mohamed Hechaichi (ALG)   | Talla Diaw (SEN)               |
| 57 kg      | Ali Lachkar (MAR)        | Halim Echaichi (ALG)      | Antony Obakah (NIG)            |
| 62 kg      | Austine[Qui ?] (NIG)     | Aloui[Qui ?] (SEN)        | Souaken Said (MAR)             |
| 68 kg      | Othman Said (ALG)        | Martin Soubaha (NIG)      | Tahir Abdelaziz (MAR)          |
| 74 kg      | Ibrahim Abdessatar (NIG) | Stefan[Qui ?] (NIG)       | Rabah Kessoum (ALG)            |
| 82 kg      | Kally Agogo (NGA)        | Toughza Brahim (MAR)      | Zouhair Sguir (MAR)            |
| 90 kg      | Mohamed Ahmed (EGY)      | Ali Snoussi (ALG)         | Jim Abo (NIG)                  |
| 100 kg     | Ambroise Sarre (SEN)     | Habib Cheikh (TUN)        | Mehrez Abouzid (EGY)           |
| + 100 kg   | Mamadou Sakho (SEN)      | Ali Gharbi (TUN)          | Ashraf Meligy El Garably (EGY) |

### Lutte gréco-romaine
| Catégories | Or                        | Argent                  | Bronze                       |
| ---------- | ------------------------- | ----------------------- | ---------------------------- |
| 48 kg      | Bachir Chikhi (ALG)       | Abdelmonem Faraga (EGY) | Ahmed Abou El Ouafa (MAR)    |
| 52 kg      | Salem Blel (MAR)          | Hssen Said (EGY)        | Mohamed Hachaichi (ALG)      |
| 57 kg      | Ali Lachkar (MAR)         | Habib Lakhal (TUN)      | Ahmed Abbas (EGY)            |
| 62 kg      | Hassan Said Souaken (MAR) | Rachid Kasserie (ALG)   | Mustapha Housseneddine (EGY) |
| 68 kg      | Abdel Wahab Shaaban (EGY) | Tahir Abdelaziz (MAR)   | Djebab Abdelmajid (ALG)      |
| 74 kg      | Mustapha Abdelfateh (EGY) | Munji Bousetta (TUN)    | Abdelmajid Boufatit (ALG)    |
| 82 kg      | Ibrahim Abdessatar (EGY)  | Ibrahim Toghza (MAR)    | Ali Abdellaoui (TUN)         |
| 90 kg      | Jabeur Dridi (TUN)        | Hassen Amar (EGY)       | Ali Snoussi (ALG)            |
| 100 kg     | Ambroise Sarre (SEN)      | Mehrez Abouzid (EGY)    | Khalifa Ben Nasseur (TUN)    |
| + 100 kg   | Mamadou Sakho (SEN)       | Achraf El Batagui (EGY) | Ali Gharbi (TUN)             |